# Гуго д’Авранш, 1-й граф Честер
Гуго д’Авранш (старофр. Hugh d'Avranches; ок. 1047 — 27 июля 1101) — англо-нормандский аристократ, 1-й граф Честер с 1071, виконт д’Авранш после 1082, сын Ричарда ле Гоза, виконта Авранша. Соратник Вильгельма Завоевателя и один из крупнейших магнатов Англии в конце XI века, Гуго, став графом Честера, организовал из него хорошо укреплённую приграничную марку, первую в системе валлийских марок Английского королевства, а также принимал активное участие в завоевании Северного Уэльса, получив от валлийцев из-за своей свирепости прозвище «Волк». Во время правления Вильгельма II Рыжего Гуго сохранял ему верность и старался сгладить конфликты короля с его младшим братом, будущим королём Генрихом I Боклерком.
В Честере Гуго с помощью будущего архиепископа Кентерберийского Ансельма основал Честерское аббатство. К концу жизни он сильно растолстел, из-за чего получил прозвище «Толстый».

## Биография

### Происхождение и молодые годы

Виконтство Авранш в составе Нормандии. XII век
Территория виконтства Авранш
Остальная часть герцогства Нормандия

Гуго был сыном Ричарда ле Гоза, виконта Авранша в юго-западной Нормандии. Он происходил из нормандского рода, который был основан неким Ансфридом, имевшим, по утверждению Гильома Жюмьежского, датские корни. Имя матери Гуго в прижизненных источниках не упоминается. «The Complete Peerage» называет жену Ричарда Эммой, однако неизвестно, на каких документах это утверждение базируется. В манускрипте, содержащем записи церкви Святой Вербурги в Честере, сын Ричарда Гуго упоминается как племянник Вильгельма I Завоевателя. На основании этого сообщения появилась версия о том, что женой Ричарда была единоутробная сестра Вильгельма, дочь Герлевы и Эрлуина Контвильского, но других документов, подтверждающих эту версию, пока не обнаружено. В настоящее время предполагается, что указание на родство Гуго с Вильгельмом Завоевателем было добавлено, чтобы увеличить его статус и улучшить репутацию.
Другая версия о происхождении жены Ричарда основана на одном сообщении «Церковной истории» Ордерика Виталия, в котором Гуго д’Авранш назван двоюродным братом Роберта из Рудлана, сына Онфруа де Тульёля и Аделизы де Грантмесниль. Если семейные связи у Ордерика обозначены правильно, то женой Ричарда могла быть дочь Роберта де Грантмесниля.
Также у Ричарда известно три сестры, выданных замуж за нормандских баронов: одну — за Ранульфа де Бриксара, виконта Бессена, их сын, Ранульф ле Мешен, после гибели наследника Гуго д’Авранша унаследовал все его владения; другую — за Гильома II д’Э; третью — за Ришара де Л’Эйгла.
Земельные владения, которые Гуго в будущем унаследует от своего отца, располагались в Авраншене в западной части Нормандского герцогства на полуострове Котантен. Известно, что Ричард ле Гоз владел большим имением в Авранше, а также, по некоторым сведениям, ему принадлежало Крёлли. Авранш считался одним из крупнейших виконтств в Нормандии. Располагаясь между Бретанью и побережьем, наряду с Контантеном и Бессеном Авранш имел важное стратегическое значение. Кроме того, герцоги Нормандии доверяли своим виконтам охрану герцогских крепостей. Так, Ричард ле Гоз, отец Гуго, отвечал за замок Сен-Жам-де-Бёврон, построенный герцогом Вильгельмом во время подготовки войны с Бретанью.
Некоторые исследователи предполагали, что Гуго идентичен «виконту Гуго», который снарядил 60 кораблей для вторжения в Англию, однако поскольку Гуго тогда виконтом не был, скорее всего, в данном сообщении имеется в виду тёзка.
Гуго родился около 1047 года. В 1066 году он был ещё достаточно молод и вряд ли участвовал в битве при Гастингсе. При этом ему вместе с Роже де Монтгомери (будущим графом Шрусбери) было поручено помогать жене Вильгельма управлять герцогством во время его отсутствия. В Англию же Гуго перебрался уже после её завоевания Вильгельмом, получив от короля ряд владений.

### Граф Честер

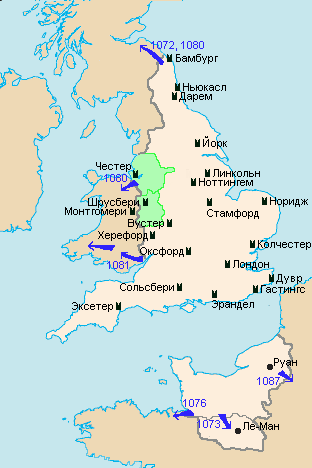
Англо-нормандская монархия в 1087 году и важнейшие английские замки.
Зелёным цветом показаны Чеширская и Шропширская марки.

Первым пожалованием, которое получил от Вильгельма Гуго, стал замок Татбери, располагавшийся в ещё не умиротворённой Мерсии. Однако около 1070 года король вместо Татбери передал Гуго гораздо более важный замок в Честере. Ордерик Виталий сообщает, что после того как в феврале 1071 года в битве при Касселе во Фландрии попал в плен Гербод Флеминг, граф Честер, король посчитал графский титул вакантным и передал его Гуго д’Авраншу. Это было значительное повышение, единственным военачальником в Мерсии, с которым Гуго разделял власть в Мерсии, был только Роже де Монтгомери, 1-й граф Шрусбери, уже пожилой приближённый короля.
Пожалование Честера стало основой для огромных земельных владений Гуго в Англии, которые он постепенно накопил приблизительно за 20 лет. Первоначально это были преимущественно владения на севере, не представлявшие единого территориального массива, с небольшими дополнениями в Мидлендсе и Южной Англии. Сердцем его владений стал Чешир. Хотя это была не самая богатая часть владений Гуго (доход с них составлял около трети от дохода со всех его владений), однако Чешир имел важное стратегическое значение. Кроме того, Гуго получил практически все чеширские поместья, за исключением владений церкви. За пределами Чешира Гуго получил значительную часть северных маноров, принадлежавших ранее графу Гарольду, меньшую, но всё же значительную, часть южных поместий, а также некоторые другие маноры. В целом его владения располагались на территории 20 графств. Согласно «Книге Страшного суда», Гуго стал одним из 11 богатейших магнатов Англии, которым досталась половина из переданных Вильгельмом своим соратникам земель, благодаря чему им принадлежала почти четверть Англии. В числе его владений «Книга» называет маноры Биктон в сотне Фординбридж в Гэмпшире, Дрейтон в сотне Саттон и Баскот в сотне Вайфолд в Беркшире, а также земельные владения в Дорсете и других графствах.
Владения Гуго в Чешире образовали автономную область с собственными судебными органами и особыми привилегиями — палатинат. Вместе с Херефордширом, управляемым Вильямом Фиц-Осберном, и Шрусбери, управляемым Роже де Монтгомери, Чешир составил одну из трёх валлийских марок, созданных по нормандскому образцу для защиты королевства от нападений и охраны границы с Уэльсом.
Большую часть 1070-х годов Гуго провёл, вероятно, в Англии, хотя иногда и сопровождал Вильгельма Завоевателя в Нормандию. Так, в 1077 году он был с королём в Байё, а в 1080 году — в Руане. При этом Гуго начал участвовать в государственных делах. Например, в 1080 году он пытался уладить ссору между Вильгельмом Завоевателем и его старшим сыном, Робертом Куртгёзом. Высказывались предположения, что Гуго мог быть среди тех, кто поддержал в 1082 году попытку епископа Одо, брата Вильгельма Завоевателя, стать папой римским, однако если такой заговор и существовал, то, вероятно, Гуго держался в стороне от него.
Пока был жив его отец, Гуго не управлял родовыми владениями в Нормандии, поэтому у него не было своего баронажа. Чтобы организовать управление своими владениями, он призвал из родных земель молодых рыцарей, в основном, вероятно, своих ровесников. Около дюжины рыцарей составили основу для его баронажа. Гуго наделил каждого землями в Чешире (обычно представлявшими достаточно компактное феодальное владение), подкреплёнными манорами в другой части Англии, обычно более ценными. Из них известны Роберт де Тилле из Рудлана, более известный как Роберт Рудланский (Ордерик Виталий называет его двоюродным братом графа Гуго), Роберт Фиц-Хью из Малпаса, Уильям Малбанк из Нантвича, Уильям Фиц-Нигель из Хэлтона и Гуго Фиц-Норман из Молда. Также было около двух дюжин менее знатных арендаторов, которые получили владения или в самом Чешире, или за его пределами, но не в обоих местах одновременно.
В результате к 1086 году Гуго организовал жизнь в своих владениях, демонстрируя расчётливую либеральность к своим людям. В южных манорах он посадил своих рыцарей, оставив себе во владение около 15 северных маноров (в том числе и за пределами Чешира), причём они располагались друг от друга на незначительном расстоянии, чтобы можно было легко добраться из Макклсфилда в Лик, Рептон и Барроу (в Лестершире), а затем либо на север в линкольнширские, либо на юг в Ковентри и Чиппинг-Кэмпден. Эти места представляли собой небольшие города и центры крупных и доходных маноров. Благодаря активному строительству крепостей, раздаче ленов нормандским рыцарям и использованию денежных средств и людских ресурсов своих среднеанглийских владений, Гуго превратил Чешир в хорошо укреплённую приграничную марку, охранявшую подступы из Северного Уэльса на территорию Англии. Созданная Гуго структура владений в Чешире сохранилась до XIII века, пока графство не было присоединено к английской короне.

### Войны в Уэльсе
Укрепив замок в Честере, Гуго начал создавать оборонительные сооружения на границе с Северным Уэльсом, после чего начал планомерное наступление на соседнее кельтское королевство Гвинед. В серии военных кампаний, в которых особенно отличился его двоюродный брат Роберт Рудланский, ставший главной ударной силой первой завоевательной кампании в Уэльсе, бо́льшая часть Северного Уэльса была завоёвана нормандцами. Первоначально Гуго был равноправным партнёром Роберта Рудланского, но вклад последнего в завоевание был больший. Центром завоёванных Робертом владений стал основанный им между 1073 и 1078 годами Рудланский замок. К 1086 году под управлением Гуго оказались только Бистр и Иаль вдоль английской границы. Однако создание Робертом княжества в Гвинеде опиралось на успехи армии графа Гуго. Сотрудничая с нормандцами из Шропшира, в середине 1070-х граф совершил успешный набег на отдалённый полуостров Ллин, а в 1081 году благодаря его действиям в плен был захвачен король Гвинеда Грифид ап Кинан, помещённый под арест в Честерский замок, а затем армия Гуго вторглась в Гвинед. В результате Гуго расширил свои владения до реки Клуйд и поддерживал агрессивные устремления Роберта Рудландского, который завоёванные североваллийские земли получил в лен непосредственно от короля.
После смерти отца около 1082 года Гуго унаследовал нормандские владения, из-за чего его обязанности расширились. Вероятно, именно тогда он женился на Ирментруде де Клермон, дочери Гуго де Клермона, графа де Клермон-ан-Бовези. Возможно, что этот брак был связан со стремлением расширить влияние Нормандии за пределы восточной границы.
В 1087 году умер Вильгельм Завоеватель. К этому времени Гуго был готов стать крупным игроком в англо-нормандской политике. Его сёстры были замужем за Гильомом, графом д’Э, и Ришаром де Л’Эйглом, среди его арендаторов были Роджер Биго, Уильям I де Перси, шерифы Роберт д’Уалли и Эдвард из Солсбери. Однако его положение было осложнено в результате того, что Генрих, младший брат нового короля Англии, Вильгельма II Рыжего, получил сюзеренитет над Контантеном, купив его у старшего брата, Роберта Куртгёза. Хотя граф Гуго, нормандские владения которого располагались в Контантене, часто находился в компании Генриха, однако он сохранял верность королю. Когда отношения Вильгельма и Генриха угрожали перерасти в конфликт, Гуго стремился купировать его развитие. Например, в 1091 году, когда открытая война между братьями была вполне вероятна, Гуго отстранился от Генриха, что помогло предотвратить её. Позже он сыграл важную роль в возвращении королевской милости Генриху. Гуго участвовал в военных кампаниях Вильгельма II против Шотландии в 1091 году и на нормандской границе в 1096—1097 годах, а также сохранял лояльность к королю во время восстаний знати в 1088 и 1095 годах. Более того, восстание 1095 года он использовал как повод для того, чтобы свести счёты с одним из его участников, Гильомом, графом д’Э, который плохо обращался со своей женой, сестрой Гуго: граф Честер настоял на том, чтобы Гильом получил полное наказание за измену — ослепление и кастрацию.
В 1090-е годы внимание Гуго вновь обратилось на Честер. После гибели в 1093 году Роберта Рудланского завоёванная им территория от Клуйда до Конуи вошла в состав владений Гуго д’Авранша.
Однако в 1094 году в результате бегства Грифида ап Кинана и восстания в Гвинеде значительная часть завоеваний была потеряна. Гуго вернул инициативу англичанам в 1098 году, когда в союзе с Гуго де Монтгомери, 2-м графом Шрусбери, попытался вновь отвоевать Гвинед. Англо-нормандская армия высадилась на Англси и заставила короля Грифида ап Кинана бежать в Ирландию. Возможно, что в Англси Гуго построил замок Аберллейниог По сообщению средневекового историка Флоренса Вустерского, графы Честер и Шрусбери «изуродовали или убили многих жителей острова». Однако на помощь валлийцам прибыл флот норвежского короля Магнуса III, который атаковал английский отряд в проливе Менай. Хотя граф Шрусбери был убит, а войска Гуго д’Авранша вынуждены были покинуть Англси, но он прихватил с собой добычу и пленников. В следующем году в Гвинед вернулся Грифид ап Кинан, который восстановил свою власть над Северным Уэльсом.

### Благотворитель церкви
Гуго уделял большое внимание монастырям, кульминация его деятельности пришлась на середину 1090-х годов. Он был покровителем небольших аббатств Сент-Эвру и Сен-Север в Нормандии, однако стал задумываться об основании монастыря и в своих английских владениях. Вероятно, это произошло после 1075 года, когда епископ Пётр Личфилдский перевёл свою кафедру из Личфилда в Честер. В качестве кафедрального собора епископом была выбрана церковь Иоанна Крестителя, а не другая крупная церковь, Святой Вербурги, которая до этого считалась городским кафедральным собором.
Именно церковь Святой Вербурги Гуго решил преобразовать в бенедиктинский монастырь. Важный этап в возрождении церкви Святой Вербурги наступил в 1092 году, когда граф пригласил в Честер аббата Бекского монастыря Ансельма (будущего архиепископа Кентерберийского), который привёз с собой монахов, которые должны были поселиться в монастыре. В это время строительство, вероятно, уже шло полным ходом, а вскоре Гуго передал новому Честерскому аббатству обширные владения. Также он поощрял своих баронов, делавших пожертвования монастырю. Благодаря этому аббатство получило крепкие корни в графстве Честер.

### Наследство
Владения Гуго сделали его одним из самых влиятельных людей Англии. Он упивался своим богатством и высоким статусом, проводя время в охоте, войнах, пирах, к концу жизни он растолстел, приобретя прозвище «Толстый» (фр. Hugues le Gros, англ. Hugh the Fat). По сообщению Ордерика Виталия Гуго был «рабом чревоугодия, он шатался под горой жира» и «был предан похотям и имел многочисленных сыновей и дочерей от своих наложниц». Из-за свирепости, которую он проявлял в войнах с валлийцами, Гуго получил прозвище «Волк» (лат. Hugo Lupus, валл. Hugh Flaidd). В то же время граф помнил об опасностях для своей бессмертной души и сохранял верность королям Англии.
Узнав в 1100 году о смерти короля Вильгельма II, Гуго, который в тот момент находился в Нормандии, отправился в Англию, став одним из советников нового короля Генриха I. Однако осенью 1100 или следующей зимой Гуго серьёзно заболел. Чувствуя приближение смерти, он в последние дни жизни принял монашеский обет в Честере. Он умер 27 июля 1101 года в Честерском аббатстве и был похоронен на церковном дворе, однако позже его племянник, Ранульф ле Мешен, 3-й граф Честер, перезахоронил тело в здании капитула.
Гуго наследовал его единственный законнорождённый сын, Ричард, которому в тот момент было не больше 8 лет. Тот погиб в 1120 году при крушении «Белого корабля», не оставив детей, после чего в 1121 году Честер и Авранш были переданы Ранульфу ле Мешену, сыну одной из сестёр Гуго. Потомки Ранульфа были графами Честера до XIII века.

## Брак и дети
Жена: Ирментруда де Клермон (ум. после 13 мая 1106), дочь Гуго I де Клермона, графа де Клермон-ан-Бовези, и Маргариты де Руси. Дети:
- Ричард (ок. 1093 — 25 ноября 1120), 2-й граф Честер и виконт д’Авранш с 1101, погиб при крушении «Белого корабля»[14].

Гуго д’Авранш также имел нескольких незаконнорождённых детей, матерей которых установить не удалось. Среди них известны:
- Оттивел Фиц-Эрл (ум. 25 ноября 1120), один из воспитателей детей английского короля Генриха I, погиб при крушении «Белого корабля»[14];
- Роберт (ум. после 1102), аббат Бери-Сент-Эдмендс[англ.], отстранённый от этой должности в 1102 году архиепископом Ансельмом[14];
- Гева (ум. после 1145); муж: Жоффруа Риддел (ум. 25 ноября 1120), королевский юстициарий, погибший при крушении «Белого корабля» в 1120 году[14].
- Матильда; муж: Гарольд де Садли (ум. ок. 1100), барон Садли, сын Ральфа, эрла Херефорда[25][26].